# Atletism la Jocurile Olimpice de vară din 1952
Probele sportive de atletism la Jocurile Olimpice de vară din 1952 s-au desfășurat în perioada 20 - 27 iulie 1952 la Helsinki, Finlanda. Au fost 33 de probe sportive, în care au concurat 963 de sportivi, din 57 de țări.

## Stadion
Probele au avut loc pe Stadionul Olimpic din Helsinki. Acesta a fost construit în anul 1938.

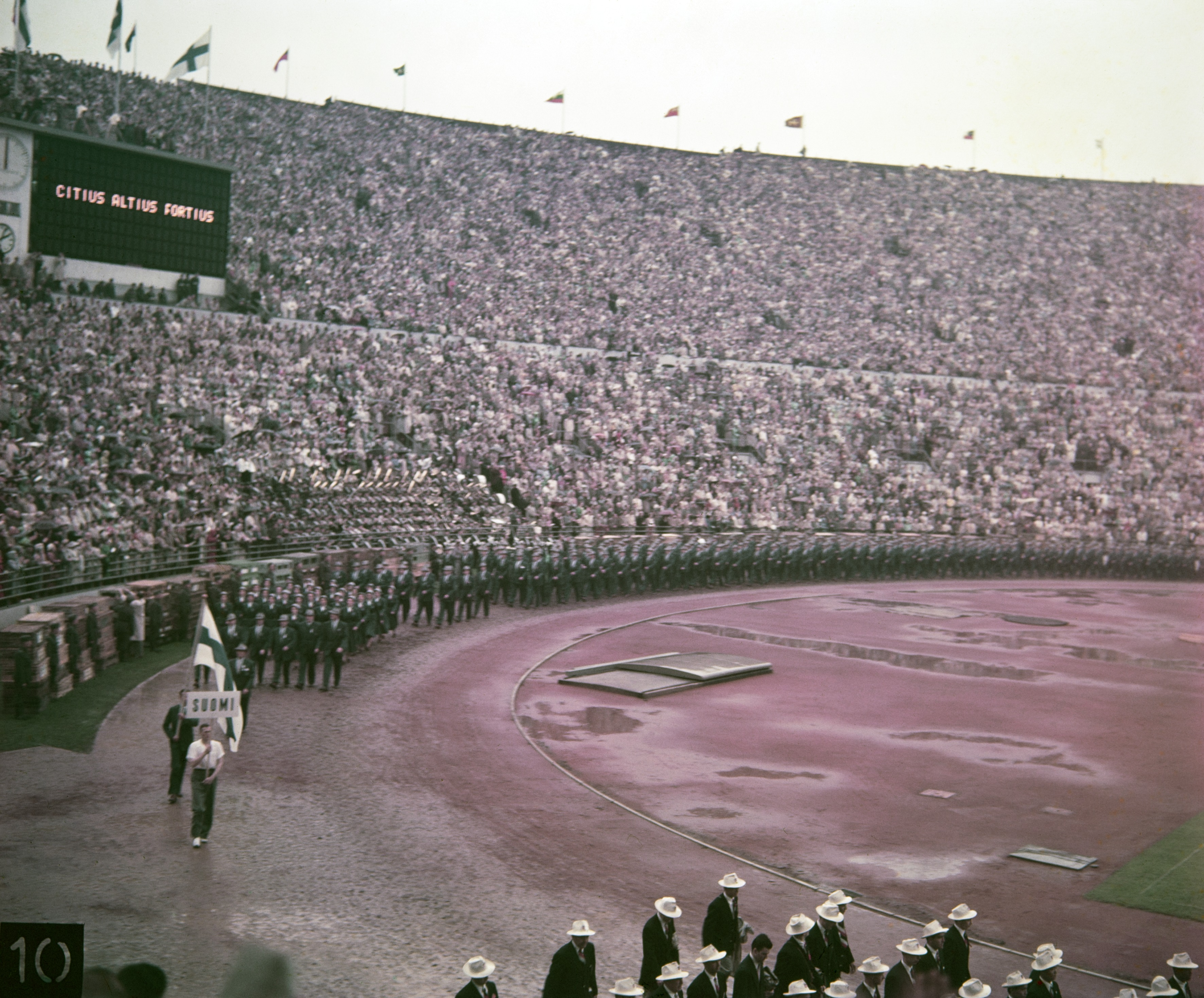
Ceremonia de deschidere
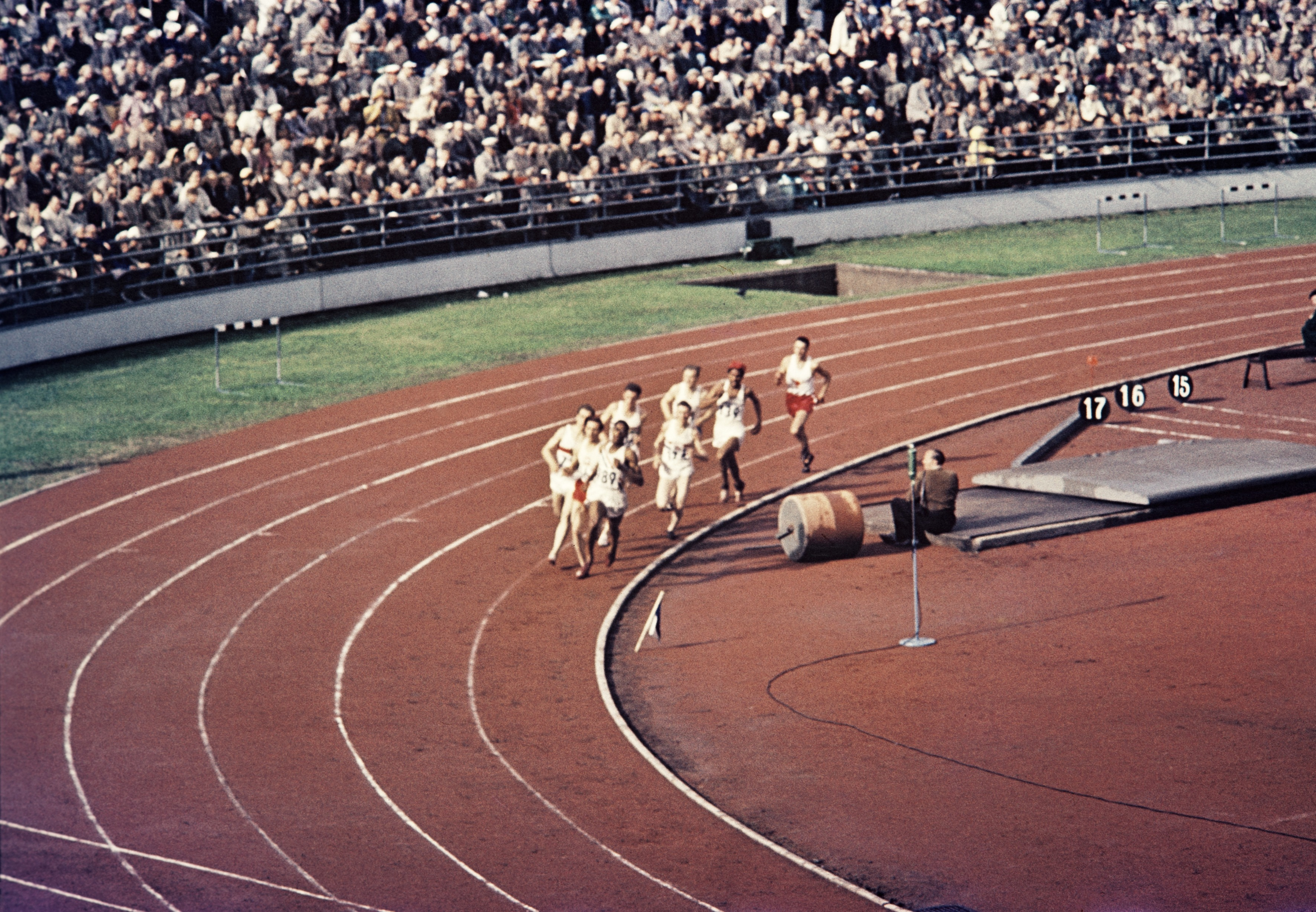
5000 m

## Probe sportive

### Masculin
| Event                        | Aur                                                                                                | Aur       | Argint                                                                                      | Argint    | Bronz                                                                                  | Bronz     |
| 100 m detalii                | Lindy Remigino (USA)                                                                               | 10,4      | Herb McKenley (JAM)                                                                         | 10,4      | McDonald Bailey (GBR)                                                                  | 10,4      |
| 200 m detalii                | Andy Stanfield (USA)                                                                               | 20,7      | Thane Baker (USA)                                                                           | 20,8      | James Gathers (USA)                                                                    | 20,8      |
| 400 m detalii                | George Rhoden (JAM)                                                                                | 45,9      | Herb McKenley (JAM)                                                                         | 45,9      | Ollie Matson (USA)                                                                     | 46,8      |
| 800 m detalii                | Mal Whitfield (USA)                                                                                | 1:49,2    | Arthur Wint (JAM)                                                                           | 1:49,4    | Heinz Ulzheimer (GER)                                                                  | 1:49,7    |
| 1500 m detalii               | Josy Barthel (LUX)                                                                                 | 3:45,2    | Bob McMillen (USA)                                                                          | 3:45,2    | Werner Lueg (GER)                                                                      | 3:45,4    |
| 5000 m detalii               | Emil Zátopek (TCH)                                                                                 | 14:06,6   | Alain Mimoun (FRA)                                                                          | 14:07,4   | Herbert Schade (GER)                                                                   | 14:08,6   |
| 10 000 m detalii             | Emil Zátopek (TCH)                                                                                 | 29:17,0   | Alain Mimoun (FRA)                                                                          | 29:32,8   | Aleksandr Anufriev (URS)                                                               | 29:48,2   |
| 110 m garduri detalii        | Harrison Dillard (USA)                                                                             | 13,7      | Jack Davis (USA)                                                                            | 13,7      | Arthur Barnard (USA)                                                                   | 14,1      |
| 400 m garduri detalii        | Charles Moore (USA)                                                                                | 50,8      | Iuri Lituev (URS)                                                                           | 51,3      | John Holland (NZL)                                                                     | 52,2      |
| 3000 m obstacole detalii     | Horace Ashenfelter (USA)                                                                           | 8:45,4    | Vladimir Kazanțev (URS)                                                                     | 8:51,6    | John Disley (GBR)                                                                      | 8:51,8    |
| 4×100 m detalii              | Statele Unite ale Americii (USA) · Dean Smith · Harrison Dillard · Lindy Remigino · Andy Stanfield | 40,1      | Uniunea Sovietică (URS) · Boris Tokarev · Levan Kaleaev · Levan Sanadze · Vladimir Suharev  | 40,3      | Ungaria (HUN) · László Zarándi · Géza Varasdi · György Csányi · Béla Goldoványi        | 40,5      |
| 4×400 m detalii              | Jamaica (JAM) · Arthur Wint · Leslie Laing · Herb McKenley · George Rhoden                         | 3:03,9    | Statele Unite ale Americii (USA) · Ollie Matson · Gene Cole · Charles Moore · Mal Whitfield | 3:04,0    | Germania (GER) · Günter Steines · Hans Geister · Heinz Ulzheimer · Karl-Friedrich Haas | 3:06,6    |
| Maraton detalii              | Emil Zátopek (TCH)                                                                                 | 2:23:03   | Reinaldo Gorno (ARG)                                                                        | 2:25:35   | Gustaf Jansson (SWE)                                                                   | 2:26:07   |
| 10 km marș detalii           | John Mikaelsson (SWE)                                                                              | 45:02,8   | Fritz Schwab (SUI)                                                                          | 45:41,0   | Bruno Junk (URS)                                                                       | 45:41,0   |
| 50 km marș detalii           | Giuseppe Dordoni (ITA)                                                                             | 4:28:07,8 | Josef Doležal (TCH)                                                                         | 4:30:17,8 | Antal Róka (HUN)                                                                       | 4:31:27,2 |
| Săritura în înălțime detalii | Walt Davis (USA)                                                                                   | 2,04 m    | Ken Wiesner (USA)                                                                           | 2,01 m    | José da Conceição (BRA)                                                                | 1,98 m    |
| Săritura cu prăjina detalii  | Bob Richards (USA)                                                                                 | 4,55 m    | Don Laz (USA)                                                                               | 4,50 m    | Ragnar Lundberg (SWE)                                                                  | 4,40 m    |
| Săritura în lungime detalii  | Jerome Biffle (USA)                                                                                | 7,57 m    | Meredith Gourdine (USA)                                                                     | 7,53 m    | Ödön Földessy (HUN)                                                                    | 7,30 m    |
| Triplusalt detalii           | Adhemar da Silva (BRA)                                                                             | 16,22 m   | Leonid Șcerbakov (URS)                                                                      | 15,98 m   | Asnoldo Devonish (VEN)                                                                 | 15,52 m   |
| Aruncarea greutății detalii  | Parry O'Brien (USA)                                                                                | 17,41 m   | Darrow Hooper (USA)                                                                         | 17,39 m   | Jim Fuchs (USA)                                                                        | 17,06 m   |
| Aruncarea discului detalii   | Sim Iness (USA)                                                                                    | 55,03 m   | Adolfo Consolini (ITA)                                                                      | 53,78 m   | James Dillion (USA)                                                                    | 53,28 m   |
| Aruncarea ciocanului detalii | József Csermák (HUN)                                                                               | 60,34 m   | Karl Storch (GER)                                                                           | 58,86 m   | Imre Németh (HUN)                                                                      | 57,74 m   |
| Aruncarea suliței detalii    | Cy Young (USA)                                                                                     | 73,78 m   | Bill Miller (USA)                                                                           | 72,46 m   | Toivo Hyytiäinen (FIN)                                                                 | 71,89 m   |
| Decatlon detalii             | Bob Mathias (USA)                                                                                  | 7.887 pct | Milt Campbell (USA)                                                                         | 6.975 pct | Floyd Simmons (USA)                                                                    | 6.788 pct |

### Feminin
| Event                        | Aur                                                                                           | Aur     | Argint                                                                     | Argint  | Bronz                                                                                     | Bronz   |
| 100 m detalii                | Marjorie Jackson (AUS)                                                                        | 11,5    | Daphne Hasenjager (RSA)                                                    | 11,8    | Shirley Strickland de la Hunty (AUS)                                                      | 11,9    |
| 200 m detalii                | Marjorie Jackson (AUS)                                                                        | 23,7    | Bertha Brouwer (NED)                                                       | 24,2    | Nadejda Hnîkina-Dvalișvili (URS)                                                          | 24,2    |
| 80 m garduri detalii         | Shirley Strickland de la Hunty (AUS)                                                          | 10,9    | Maria Golubniciaia (URS)                                                   | 11,1    | Maria Sander (GER)                                                                        | 11,1    |
| 4×100 m detalii              | Statele Unite ale Americii (USA) · Mae Faggs · Barbara Jones · Janet Moreau · Catherine Hardy | 45,9    | Germania (GER) · Ursula Knab · Maria Sander · Helga Klein · Marga Petersen | 45,9    | Marea Britanie (GBR) · Sylvia Cheeseman · June Foulds · Jean Desforges · Heather Armitage | 46,2    |
| Săritura în înălțime detalii | Esther Brand (RSA)                                                                            | 1,67 m  | Sheila Lerwill (GBR)                                                       | 1,65 m  | Aleksandra Ciudina (URS)                                                                  | 1,63 m  |
| Săritura în lungime detalii  | Yvette Williams (NZL)                                                                         | 6,24 m  | Aleksandra Ciudina (URS)                                                   | 6,14 m  | Shirley Cawley (GBR)                                                                      | 5,92 m  |
| Aruncarea greutății detalii  | Galina Zîbina (URS)                                                                           | 15,28 m | Marianne Werner (GER)                                                      | 14,57 m | Klavdia Tocenova (URS)                                                                    | 14,50 m |
| Aruncarea discului detalii   | Nina Romașkova (URS)                                                                          | 51,42 m | Elizaveta Bagreanțeva (URS)                                                | 47,08 m | Nina Dumbadze (URS)                                                                       | 46,29 m |
| Aruncarea suliței detalii    | Dana Zátopková (TCH)                                                                          | 50,47 m | Aleksandra Ciudina (URS)                                                   | 50,01 m | Elena Gorceakova (URS)                                                                    | 49,76 m |

## Clasament pe medalii
| Loc   | Țară                       | Aur | Argint | Bronz | Total |
| ----- | -------------------------- | --- | ------ | ----- | ----- |
| 1     | Statele Unite ale Americii | 15  | 10     | 6     | 31    |
| 2     | Cehoslovacia               | 4   | 1      | 0     | 5     |
| 3     | Australia                  | 3   | 0      | 1     | 4     |
| 4     | Uniunea Sovietică          | 2   | 8      | 7     | 17    |
| 5     | Jamaica                    | 2   | 3      | 0     | 5     |
| 6     | Italia                     | 1   | 1      | 0     | 2     |
| 6     | Africa de Sud              | 1   | 1      | 0     | 2     |
| 8     | Ungaria                    | 1   | 0      | 4     | 5     |
| 9     | Suedia                     | 1   | 0      | 2     | 3     |
| 10    | Brazilia                   | 1   | 0      | 1     | 2     |
| 10    | Noua Zeelandă              | 1   | 0      | 1     | 2     |
| 12    | Luxemburg                  | 1   | 0      | 0     | 1     |
| 13    | Germania                   | 0   | 3      | 5     | 8     |
| 14    | Franța                     | 0   | 2      | 0     | 2     |
| 15    | Marea Britanie             | 0   | 1      | 4     | 5     |
| 16    | Argentina                  | 0   | 1      | 0     | 1     |
| 16    | Olanda                     | 0   | 1      | 0     | 1     |
| 16    | Elveția                    | 0   | 1      | 0     | 1     |
| 19    | Finlanda                   | 0   | 0      | 1     | 1     |
| 19    | Venezuela                  | 0   | 0      | 1     | 1     |
| Total | Total                      | 33  | 33     | 33    | 99    |